# King Solomon's Mines (film, 2004)
King Solomon's Mines är en amerikansk-tysk långfilm från 2004 i regi av Steve Boyum, med Patrick Swayze, Alison Doody, Roy Marsden och John Standing i rollerna. Filmen bygger på romanen Kung Salomos skatt av Henry Rider Haggard

## Handling
Elizabeth Maitland anställer den amerikanska safarijägaren Allan Quatermain för att hitta hennes far Sam Maitland. Sam har kidnappats av Kukuanas som han hade ritat en karta till platsen för den legendariska Kung Salomons skatter.

## Rollista
| Patrick Swayze   | – Allan Quatermain   |
| Alison Doody     | – Elizabeth Maitland |
| Roy Marsden      | – Captain Good       |
| John Standing    | – Dr. Sam Maitland   |
| Gavin Hood       | – Bruce McNabb       |
| Sidede Onyulo    | – Umbopa             |
| Ian Roberts      | – Sir Henry Curtis   |
| Nick Boraine     | – Ivan Fleekov       |
| Hakeem Kae-Kazim | – Twala              |
| Lesedi Mogoathle | – Gagool             |
| Godfrey Lekala   | – Khiva              |
| Mesia Gumede     | – Ventvogel          |
| Langley Kirkwood | – Sergei             |
| Morne Visser     | – Petre              |
| Robert Whitehead | – Bitter             |